# Badara Sène (arbitre)
Pour les articles homonymes, voir Sène.
Cet article concerne un arbitre de football sénégalais. Pour le footballeur, voir Badara Sène.
Badara Souleymane Sène, né le 5 mars 1945 et mort le 22 juin 2020, est un arbitre sénégalais de football. 

## Carrière
Il a officié dans des compétitions majeures : 
- CAN 1988 (2 matchs)
- JO 1988 (1 match)
- Coupe du monde de football des moins de 20 ans 1989 (1 match)
- CAN 1990 (1 match)
- CAN 1992 (2 matchs dont la finale)
- Coupe d'Asie des nations de football 1992 (1 match)